# 圣天使堂

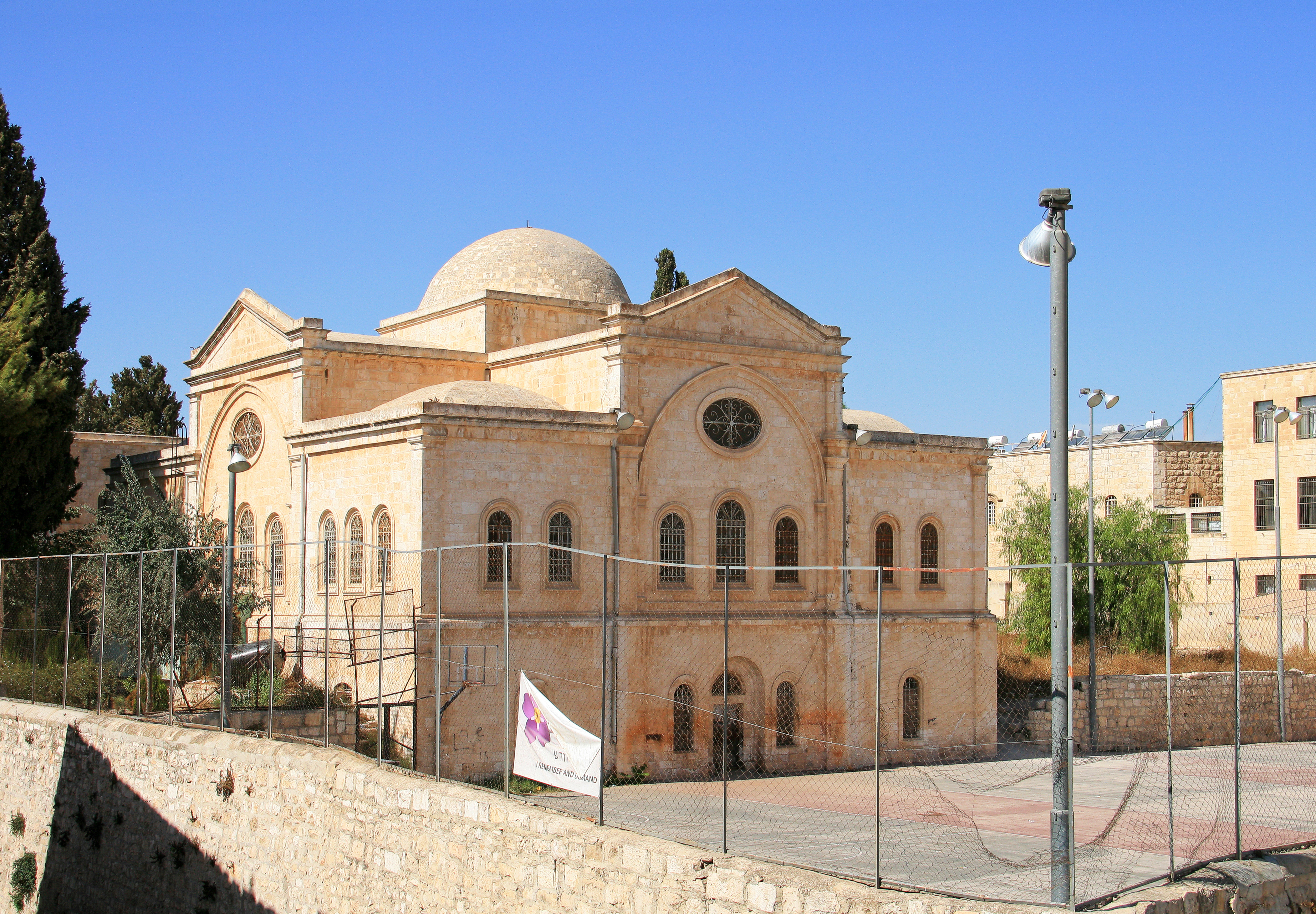

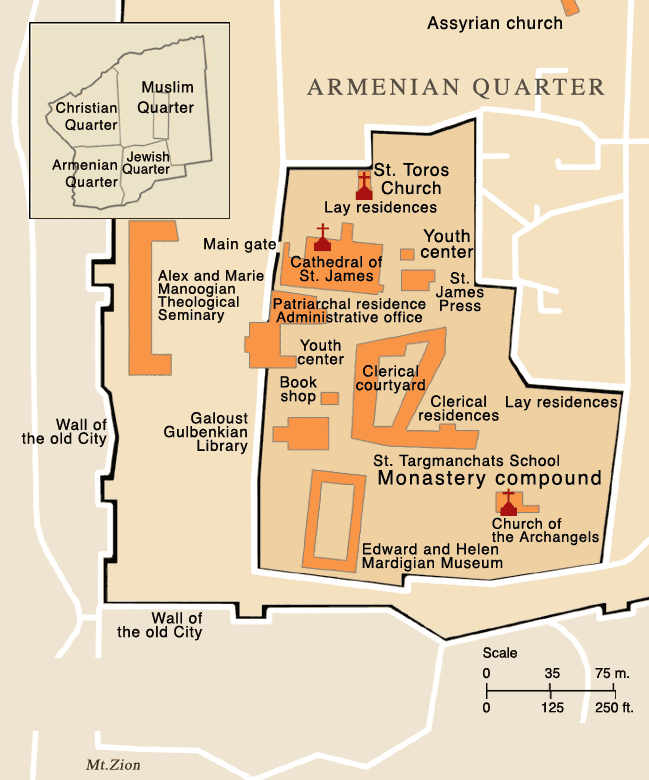
圣天使堂在修道院大院的详细地图中的位置

圣天使堂（英语：Church of the Holy Archangels，亚美尼亚语 Սրբոց Հրեշտակապետաց եկեղեցի, Srbots Hreštakapetats yekeğetsi）又名Deir Al-Zeitoun, 是一座亚美尼亚使徒教会教堂，位于耶路撒冷旧城亚美尼亚区的东南边缘。创建于12世纪。传统认为，该地点是大祭司 亚那的住处，而其中一个祭坛就在关押基督监狱的位置。